# Ignacio Velásquez
Ignacio Velásquez (* 28. Dezember 1998) ist ein chilenischer Leichtathlet, der sich auf den Langstreckenlauf spezialisiert hat. 2025 wurde er in Mal del Plata Südamerikameister im 10.000-Meter-Lauf.

## Sportliche Laufbahn
Erste internationale Erfahrungen sammelte Ignacio Velásquez im Jahr 2017, als er bei den U20-Süamerikameisterschaften in Leonora in 4:08,18 min den fünften Platz im 1500-Meter-Lauf belegte und über 5000 Meter mit 15:24,77 min auf Rang sieben gelangte. Anschließend wurde er bei den U20-Panamerikameisterschaften in Trujillo mit 15:21,75 min Zehnter im 5000-Meter-Lauf. 2021 klassierte er sich bei den Südamerikameisterschaften in Guayaquil mit 30:58,27 min auf dem siebten Platz über 10.000 Meter und im Jahr darauf gelangte er bei den Ibero-Amerikanischen Meisterschaften in La Nucia mit 14:03,13 min auf den fünften Platz über 5000 Meter. Anschließend wurde er bei den Juegos Bolivarianos in Valledupar mit 14:36,65 min Vierter über 5000 Meter und gewann in 29:59,96 min die Bronzemedaille im 10.000-Meter-Lauf hinter den Bolivianern Vidal Basco und Héctor Garibay. Im Oktober nahm er an den Südamerikaspielen in Asunción teil und gewann dort in 14:01,12 min die Bronzemedaille über 5000 Meter hinter dem Argentinier Federico Bruno und Santiago Catrofe aus Uruguay. Zudem sicherte er sich über 10.000 Meter die Silbermedaille hinter seinem Landsmann Carlos Díaz.
2023 belegte er bei den Südamerikameisterschaften in São Paulo in 14:14,44 min den fünften Platz über 5000 Meter und gewann in 29:00,91 min die Silbermedaille über 10.000 Meter hinter seinem Landsmann Carlos Díaz. Ende Oktober belegte er bei den Panamerikanischen Spielen in Santiago de Chile in 14:57,21 min den siebten Platz über 5000 Meter und gelangte mit 29:55,69 min auf Rang acht über 10.000 Meter. Im Jahr darauf gewann er bei den Ibero-Amerikanischen Meisterschaften in Cuiabá in 8:05,57 min die Silbermedaille über 3000 Meter hinter dem Bolivianer David Ninavia. 2025 siegte er in 28:44,81 min über 10.000 Meter bei den Südamerikameisterschaften in Mar del Plata und gewann über 5000 Meter in 13:59,81 min die Bronzemedaille hinter dem Kolumbianer Carlos San Martín und Jânio Gonçalves aus Brasilien.
2021 wurde Velásquez chilenischer Meister im 10.000-Meter-Lauf sowie 2023 und 2024 über 5000 Meter und 2024 auch über 3000 Meter.

## Persönliche Bestleistungen
- 1500 Meter: 3:45,75 min, 22. Juni 2023 in Málaga
- 3000 Meter: 7:55,26 min, 1. Juli 2023 in Watford
- 5000 Meter: 13:38,12 min, 25. Mai 2024 in Brüssel
- 10.000 Meter: 28:42,88 min, 7. März 2025 in Valdivia